# Kunratický liliovník
Kunratický liliovník je památný strom rostoucí v Kunraticích, obci ve Frýdlantském výběžku okresu Liberec na severu Libereckého kraje České republiky. Jedinec liliovníku tulipánokvětého (Liriodendron tulipifera) dosahuje výšky 17 metrů a obvod jeho kmene činí 293 centimetrů. Jeho ochranu vyhlásil městský úřad ve Frýdlantě svým rozhodnutím ze dne 4. prosince 2006, jež nabylo právní účinnosti 21. prosince 2006.